# Amatuni Wartapetian
Amatuni Wartapetian (orm. Ամատունի Ամատունի, ros. Аматуни Симонович Вардапетян, ur. 24 października 1900 w Elizawetpolu, zm. 28 lipca 1938 w miejscu egzekucji Kommunarka) - komunistyczny polityk ormiański, I sekretarz KC Komunistycznej Partii (bolszewików) Armenii w latach 1936-1937.
Podczas nauki w szkole średniej w rodzinnym mieście w styczniu 1918 wstąpił do 36. Turkiestańskiego Pułku Strzelców, po odniesieniu rany w walce wrócił do Gandży, by kontynuować naukę. Od czerwca 1919 członek partii bolszewickiej, od lutego do listopada 1920 przewodniczący okręgowego komitetu Komsomołu, następnie do czerwca 1921 sekretarz powiatowego komitetu Komsomołu w Şəmkirze. 1921-1923 kierownik wydziału agitacji, potem sekretarz KC Komsomołu Armeńskiej SRR. 1923-1926 pracownik Krajowego Komitetu Komsomołu Zakaukazia, następnie do 1928 studiował w Instytucie Czerwonej Profesury, po ukończeniu którego został kierownikiem wydziału propagandy i agitacji KC Komsomołu Armeńskiej SRR i sekretarzem powiatowego komitetu Komsomołu w Erywaniu oraz sekretarzem KC Komunistycznej Partii (bolszewików) Armenii. 1932-1933 sekretarz Komitetu Krajowego WKP(b) na Zakaukaziu. W styczniu 1935 rekomendowany przez Ławrientija Berię na II sekretarza Bakijskiego Komitetu WKP(b). Od 21 września 1936 do 22 września 1937 I sekretarz KC KP(b)A.
W okresie "wielkiej czystki" po pozbawieniu stanowiska został 23 września 1937 aresztowany przez NKWD pod zarzutem udziału w kontrrewolucyjnej organizacji terrorystycznej, a 28 lipca 1938 skazany przez Kolegium Wojskowe Sądu Najwyższego ZSRR na śmierć. Rozstrzelany tego samego dnia w miejscu egzekucji Kommunarka pod Moskwą, pochowany anonimowo.
30 marca 1977 zrehabilitowany postanowieniem Kolegium Wojskowego SN ZSRR.